# セルソ・ピニヤ
セルソ・ピニヤ（Celso Piña, 1953年4月6日 - 2019年8月21日）
は、メキシコのプロ歌手、作曲家、編曲家、
アコーディオン奏者である。
主に、クンビアのジャンルで活躍する。
セルソ・ピニヤは、
ノルテーニョ音楽、
ソニデロ、
スカ、
レゲエ、
rap/hip-hop、
R&B等
の要素を持つ自身の音楽と、
トロピカルのサウンドとを融合せた楽曲制作の分野で
先駆的なミュージシャンである。
ピニヤは、
El Rebelde del acordeón（エル・レベルデ・デル・アコルデオン／反逆のアコーディオン奏者）
または、
El Cacique de la Campana（エル・カスィケ・デ・ラ・カンパナ／カンパナの暴君）
という異名でも知られている。
自身のバンド名は
Celso Piña y su Ronda Bogotá（セルソ・ピニヤ・イ・ス・ロンダ・ボゴタ）。

## ディスコグラフィー
- Dile (1996)
- Mis primeras grabaciones (2001)
- Barrio bravo (2001)
- Trayectoria (2002)
- Rebelde (2002)
- Mundo Colombia (2002)
- Pachanguero (2002)
- Desde Colombia (2002)
- Super Seis (2003)
- Una Visión (2003)
- El Canto de un Rebelde para un ... (2004)
- México y su Música (2005)
- 20 Grandes Éxitos (2005)
- Línea de Oro (2006)
- Cúmbia de la Paz (2006)
- 12 Grandes Éxitos Vol.1 (2007)
- 12 Grandes Éxitos Vol.2 (2007)
- Sin Fecha de Caducidad (2009)
- Celso Piña - Zona Preferente: En vivo desde el Auditorio Nacional